# مارمولک بی‌گوش کوچک
مارمولک بی‌گوش کوچک (نام علمی: Holbrookia) نام یک سرده از تیره شاخی‌مارمولکان است.